# 伊藤裕樹
伊藤 裕樹（いとう ひろき、1963年9月13日 - ）は、福井放送（FBC）のアナウンサー。
東京都江戸川区生まれ、大阪府高槻市出身。高槻市立郡家小学校、高槻市立第二中学校、大阪府立三島高等学校、京都産業大学外国語学部仏語学科を卒業後、1986年にFBCに入社。同期に元同局アナウンサーの福本実がいる。

## 担当番組

### FBCテレビ
- おじゃまっテレ ワイド&ニュース（2010年4月 - ） - 月曜 - 木曜ニュース担当

## 過去の担当番組

### FBCテレビ
- FBCアラカルト[1]
- あさ一番おはようふくい[3]
- FBC NNNニュースプラス1[3]
- ズームイン!!朝! → ズームイン!!SUPER（1994年4月 - 2006年7月）[7] - 中継担当
- おはようふくい730[7] - 不定期出演
- 人間ネットワーク[8]
- イケてる福井（2006年5月6日 - 2007年9月29日） - 司会、ディレクター[3]
- Newsリアルタイムふくい（2007年10月1日 - 2010年3月26日）
- 夜はすっぴん女子アナ7
- ふくいこの1年（2015年12月26日）[9]

### FBCラジオ
- なうあっぷFUKUI[1]
- おじゃましま〜す！（1992年10月 - 1993年3月）

## 出演映画
- 旅の贈りもの 明日へ（2012年、キノフィルムズ）[10][11] - 同局アナウンサーの森本茂樹と川島秀成もエキストラで出演している。